# Campionati europei di curling
I Campionati europei di curling sono una competizione che si svolge annualmente in Europa tra varie nazionali associate alla World Curling Federation. Normalmente il campionato di serie A si svolge in dicembre, ed è valido per le qualificazioni ai Campionati mondiali di curling. Il primo campionato ufficiale si svolse nel 1975, ma già nel novembre del 1974 si disputò a Zurigo, in Svizzera una prima edizione non ufficiale tra sei nazionali europee: Svizzera, Svezia, Germania, Francia, Italia e Norvegia.
Il campionato europeo è diviso in tre: 
- serie A: vi partecipano le squadre che nel ranking europeo occupano dalla prima alla decima posizione.
- serie B: vi partecipano le squadre che nel ranking europeo occupano dalla undicesima alla venticinquesima posizione.
- serie C: vi partecipano le squadre che nel ranking europeo occupano dalla ventiseiesima posizione in poi.

I campionati si svolgono contemporaneamente a fine novembre.

## Albo d'oro

### Uomini
| Anno | Sede                   | Oro                                                                                              | Argento                                                                                     | Bronzo                                                                                           |
| ---- | ---------------------- | ------------------------------------------------------------------------------------------------ | ------------------------------------------------------------------------------------------- | ------------------------------------------------------------------------------------------------ |
| 1975 | Megève                 | Norvegia Knut Bjaanaes Sven Kroken Helmer Strømbo Kjell Ulrichsen                                | Svezia Kjell Oscarius Bengt Oscarius Tom Schaeffer Claes-Göran "Boa" Carlman                | Scozia Ken Marwick Robert Smellie John Smith John Dickson                                        |
| 1976 | Berlino Ovest          | Svizzera Peter Jr Attinger Bernhard Attinger Mattias Neuenschwander Ruedi Attinger               | Norvegia Kristian Sørum Morten Sørum Gunnar Meland Gunnar Sigstadsø                         | Svezia Jens Håkansson Thomas Håkansson Per Lindeman Lars Lindgren                                |
| 1976 | Berlino Ovest          | Svizzera Peter Jr Attinger Bernhard Attinger Mattias Neuenschwander Ruedi Attinger               | Norvegia Kristian Sørum Morten Sørum Gunnar Meland Gunnar Sigstadsø                         | Scozia Jim Steele Lockhart Steele Ian Fairbairn Jon Veitch                                       |
| 1977 | Oslo                   | Svezia Ragnar Kamp Björn Rudström Håkan Rudström Christer Mårtensson                             | Scozia Ken Horton Willie Jamieson Keith Douglas Richard Harding                             | Germania Ovest Hans Jörg Herberg Sigi Heinle Wolfgang Metzeler Franz Schmidt                     |
| 1978 | Aviemore               | Svizzera Jürg Tanner Jürg Hornisberger Franz Tanner Patrik Lörtscher                             | Svezia Anders Thidholm Hans Söderström Anders "Ante" Nilsson Bertil Timan                   | Danimarca Tommy Stjerne Oluf Olsen Steen Hansen Peter Andersen                                   |
| 1979 | Varese                 | Scozia Jimmy Waddell Willie Frame Jim Forrest George Bryan                                       | Svezia Jan Ullsten Anders Thidholm Anders "Ante" Nilsson Hans Söderström Bertil Timan       | Italia Giuseppe Dal Molin Andrea Pavani Giancarlo Valt Enea Pavani                               |
| 1979 | Varese                 | Scozia Jimmy Waddell Willie Frame Jim Forrest George Bryan                                       | Svezia Jan Ullsten Anders Thidholm Anders "Ante" Nilsson Hans Söderström Bertil Timan       | Norvegia Kristian Sørum Eigil Ramsfjell Gunnar Meland Harald Ramsfjell                           |
| 1980 | Copenaghen             | Scozia Barton Henderson Greig Henderson Bill Henderson Alistair Sinclair                         | Norvegia Kristian Sørum Eigil Ramsfjell Gunnar Meland Dagfinn Loen                          | Svezia Anders Eriksson Lars (II) Eriksson Ulf Sundström Håkan Svernell                           |
| 1981 | Grindelwald            | Svizzera Jürg Tanner Jürg Hornisberger Patrik Lörtscher Franz Tanner                             | Svezia Göran Roxin Björn Rudström Håkan Rudström Christer Mårtensson Hans Timan             | Danimarca Per Berg Gert Larsen Jan Hansen Michael Harry                                          |
| 1982 | Kirkcaldy              | Scozia Mike Hay David Hay David Smith Russell Keiller                                            | Germania Ovest Keith Wendorf Hans Dieter Kiesel Sven Saile Heiner Martin                    | Svizzera Jürg Tanner Jürg Hornisberger Patrik Lörtscher Franz Tanner                             |
| 1983 | Västerås               | Svizzera Amédéé Biner Walter Bielser Alex Aufdenblatten Alfred Paci                              | Norvegia Kristian Sørum Morten Søgaard Dagfinn Loen Morten Skaug                            | Scozia Mike Hay David Hay David Smith Russell Keiller                                            |
| 1984 | Morzine                | Svizzera Peter Jr Attinger Bernhard Attinger Werner Attinger Kurt Attinger                       | Scozia Peter Wilson Norman Brown Hugh Aitken Roger McIntyre                                 | Norvegia Kristian Sørum Morten Søgaard Dagfinn Loen Morten Skaug                                 |
| 1985 | Grindelwald            | Germania Ovest Rodger Gustaf Schmidt Wolfgang Burba Johnny Jahr Hans-Joachim Burba               | Svezia Connie Östlund Per Lindeman Bo Andersson Göran Åberg                                 | Norvegia Eigil Ramsfjell Sjur Loen Gunnar Meland Morten Skaug                                    |
| 1986 | Copenaghen             | Svizzera Felix Luchsinger Thomas Grendelmeier Daniel Steiff Fritz Luchsinger                     | Svezia Göran Roxin Claes Roxin Björn Roxin Lars-Eric Roxin Anders Ehrling                   | Norvegia Tormod Andreassen Flemming Davanger Stig-Arne Gunnestad Kjell Berg                      |
| 1987 | Oberstdorf             | Svezia Thomas Norgren Jan Strandlund Lars Strandqvist Lars Engblom Olle Håkansson                | Norvegia Eigil Ramsfjell Sjur Loen Morten Søgaard Bo Bakke                                  | Svizzera Dieter Wüest Jens Piesbergen Nick Gartermann Simon Roth                                 |
| 1988 | Perth                  | Scozia David Smith Mike Hay Peter Smith David Hay                                                | Norvegia Eigil Ramsfjell Sjur Loen Morten Søgaard Dagfinn Loen                              | Svizzera Bernhard Attinger Werner Attinger Martin Zürrer Marcel Senn                             |
| 1989 | Engelberg              | Scozia Hammy McMillan Norman Brown Hugh Aitken Jim Cannon                                        | Norvegia Eigil Ramsfjell Dagfinn Loen Espen de Lange Thoralf Hognestad Bent Ånund Ramsfjell | Germania Ovest Keith Wendorf Sven Saile Cristoph Moeckel Uwe Saile                               |
| 1990 | Lillehammer            | Svezia Mikael Hasselborg Hans Nordin Lars Vågberg Stefan Hasselborg                              | Scozia Robin Gray Kenneth Knox Kerr Graham William Hogg                                     | Norvegia Eigil Ramsfjell Sjur Loen Morten Skaug Niclas Järund                                    |
| 1991 | Chamonix               | Germania Roland Jentsch Uli Sutor Charlie Kapp Alexander Huchel Ulrich "Uli" Kapp                | Scozia David Smith Graeme Connal Peter Smith David Hay                                      | Svizzera Daniel Model Mario Flückiger Michael Lips Thomas Lips Marc Brügger                      |
| 1992 | Perth                  | Germania Andreas "Andy" Kapp Ulrich "Uli" Kapp Michael Schäffer Oliver Axnick Holger Höhne       | Svezia Per Carlsén Henrik Holmberg Tommy Olin Olle Håkansson Mikael Norberg                 | Scozia David Smith Graeme Connal Peter Smith David Hay Gordon Muirhead                           |
| 1992 | Perth                  | Germania Andreas "Andy" Kapp Ulrich "Uli" Kapp Michael Schäffer Oliver Axnick Holger Höhne       | Svezia Per Carlsén Henrik Holmberg Tommy Olin Olle Håkansson Mikael Norberg                 | Svizzera Urs Dick Jürg Dick Robert Hürlimann Peter Däppen                                        |
| 1993 | Leukerbad              | Norvegia Eigil Ramsfjell Sjur Loen Dagfinn Loen Niclas Järund Espen de Lange                     | Danimarca Tommy Stjerne Per Berg Peter Andersen Ivan Frederiksen Anders Søderblom           | Svizzera Markus Eggler Dominic Andres Björn Schröder Stefan Hofer Andreas Schwaller              |
| 1994 | Sundsvall              | Scozia Hammy McMillan Norman Brown Mike Hay Roger McIntyre Gordon Muirhead                       | Svizzera Hansjörg Lips Stefan Luder Peter Lips Rico Simen Björn Schröder                    | Svezia Mikael Hasselborg Hans Nordin Lars Vågberg Stefan Hasselborg Lars-Åke Nordström           |
| 1995 | Grindelwald            | Scozia Hammy McMillan Norman Brown Mike Hay Roger McIntyre Brian Binnie                          | Svizzera André Flotron Jens Piesbergen Peter Grendelmeier Guido Tischhauser Martin Stoll    | Norvegia Eigil Ramsfjell Jan Thoresen Tore Torvbråten Anthon Grimsmo Sjur Loen                   |
| 1996 | Copenaghen             | Scozia Hammy McMillan Norman Brown Mike Hay Brian Binnie Peter Loudon                            | Svezia Lars-Åke Nordström Jan Strandlund Örjan Jonsson Owe Ljungdahl Hans Nordin            | Svizzera Felix Luchsinger Werner Attinger Markus Foitek Markus Luchsinger Thomas Grendelmeier    |
| 1997 | Füssen                 | Germania Andreas "Andy" Kapp Ulrich "Uli" Kapp Oliver Axnick Holger Höhne Michael Schäffer       | Danimarca Ulrik Schmidt Lasse Lavrsen Brian Hansen Carsten Svensgaard                       | Scozia Douglas Dryburgh Peter Wilson Philip Wilson Ronnie Napier James Dryburgh                  |
| 1998 | Flims                  | Svezia Peter Lindholm Tomas Nordin Magnus Swartling Peter Narup Joakim Carlsson                  | Scozia Gordon Muirhead David Smith Peter Smith David Hay John Muir                          | Norvegia Tormod Andreassen Niclas Järund Stig-Arne Gunnestad Kjell Berg Stig Høiberg             |
| 1999 | Chamonix               | Scozia Hammy McMillan Warwick Smith Ewan MacDonald Peter Loudon James Dryburgh                   | Danimarca Ulrik Schmidt Lasse Lavrsen Brian Hansen Carsten Svensgaard Bo Jensen             | Finlandia Markku Uusipaavalniemi Wille Mäkelä Tommi Häti Jari Laukkanen Raimo Lind               |
| 2000 | Oberstdorf             | Finlandia Markku Uusipaavalniemi Wille Mäkelä Tommi Häti Jari Laukkanen Pekka Saarelainen        | Danimarca Ulrik Schmidt Lasse Lavrsen Brian Hansen Carsten Svensgaard Frants Gufler         | Svezia Peter Lindholm Tomas Nordin Magnus Swartling Peter Narup Anders Kraupp                    |
| 2001 | Vierumäki              | Svezia Peter Lindholm Tomas Nordin Magnus Swartling Peter Narup Anders Kraupp                    | Svizzera Andreas Schwaller Christof Schwaller Markus Eggler Damian Grichting Marco Ramstein | Finlandia Markku Uusipaavalniemi Wille Mäkelä Tommi Häti Jari Laukkanen Pekka Saarelainen        |
| 2002 | Grindelwald            | Germania Sebastian Stock Daniel Herberg Stephan Knoll Markus Messenzehl Patrick Hoffman          | Svezia Peter Lindholm Tomas Nordin Magnus Swartling Peter Narup Anders Kraupp               | Norvegia Thomas Ulsrud Torger Nergård Thomas Due Johan Høstmælingen Thomas Løvold                |
| 2003 | Courmayeur             | Scozia David Murdoch Craig Wilson Neil Murdoch Euan Byers Ronald Brewster                        | Svezia Peter Lindholm Tomas Nordin Magnus Swartling Peter Narup Anders Kraupp               | Danimarca Ulrik Schmidt Lasse Lavrsen Carsten Svensgaard Joel Ostrowski Torkil Svensgaard        |
| 2004 | Sofia                  | Germania Sebastian Stock Daniel Herberg Stephan Knoll Markus Messenzehl Patrick Hoffman          | Svezia Peter Lindholm Tomas Nordin Magnus Swartling Peter Narup Anders Kraupp               | Norvegia Pål Trulsen Lars Vågberg Flemming Davanger Bent Ånund Ramsfjell Niels Siggaard Andersen |
| 2005 | Garmisch-Partenkirchen | Norvegia Pål Trulsen Lars Vågberg Flemming Davanger Bent Ånund Ramsfjell Torger Nergård          | Svezia Peter Lindholm Tomas Nordin Magnus Swartling Peter Narup Anders Kraupp               | Scozia David Murdoch Craig Wilson Ewan MacDonald Euan Byers Warwick Smith                        |
| 2006 | Basilea                | Svizzera Andreas Schwaller Ralph Stöckli Thomas Lips Damian Grichting Raphael Brütsch            | Scozia David Murdoch Ewan MacDonald Peter Smith Euan Byers David Hay                        | Svezia Per Carlsén Mikael Norberg Rickard Hallström Fredrik Hallström Nils Carlsén               |
| 2007 | Füssen                 | Scozia David Murdoch Graeme Connal Peter Smith Euan Byers Peter Loudon                           | Norvegia Thomas Ulsrud Torger Nergård Christoffer Svae Håvard Vad Petersson Thomas Due      | Danimarca Johnny Frederiksen Lars Vilandt Bo Jensen Kenneth Hertsdahl Mikkel Adrup Poulsen       |
| 2008 | Örnsköldsvik           | Scozia David Murdoch Ewan MacDonald Peter Smith Euan Byers Graeme Connal                         | Norvegia Thomas Ulsrud Torger Nergård Christoffer Svae Håvard Vad Petersson Thomas Due      | Germania Andreas "Andy" Kapp Andreas Lang Ulrich "Uli" Kapp Holger Höhne Andreas Kempf           |
| 2009 | Aberdeen               | Svezia Niklas Edin Sebastian Kraupp Fredrik Lindberg Viktor Kjäll Oskar Eriksson                 | Svizzera Ralph Stöckli Jan Hauser Markus Eggler Simon Strübin Toni Müller                   | Norvegia Thomas Ulsrud Torger Nergård Christoffer Svae Håvard Vad Petersson Thomas Løvold        |
| 2010 | Champery               | Norvegia Thomas Ulsrud Torger Nergård Christoffer Svae Håvard Vad Petersson Markus Snøve Høiberg | Danimarca Rasmus Stjerne Mikkel Krause Mikkel Poulsen Troels Harry Johnny Frederiksen       | Svizzera Christof Schwaller Marco Ramstein Robert Hürlimann Urs Eichhorn Toni Müller             |
| 2011 | Mosca                  | Norvegia Thomas Ulsrud Torger Nergård Christoffer Svae Håvard Vad Petersson Thomas Løvold        | Svezia Niklas Edin Sebastian Kraupp Fredrik Lindberg Viktor Kjäll Oskar Eriksson            | Danimarca Rasmus Stjerne Johnny Frederiksen Mikkel Poulsen Troels Harry Lars Vilandt             |
| 2012 | Karlstad               | Svezia Niklas Edin Sebastian Kraupp Fredrik Lindberg Viktor Kjäll Oskar Eriksson                 | Norvegia Thomas Ulsrud Torger Nergård Christoffer Svae Håvard Vad Petersson Thomas Løvold   | Rep. Ceca Jiří Snítil Martin Snítil Jakub Bareš Jindřich Kitzberger Marek Vydra                  |
| 2013 | Stavanger              | Svizzera Sven Michel Claudio Pätz Sandro Trolliet Simon Gempeler Benoît Schwarz                  | Norvegia Thomas Ulsrud Torger Nergård Christoffer Svae Håvard Vad Petersson Markus Høiberg  | Scozia David Murdoch Greg Drummond Scott Andrews Michael Goodfellow Tom Brewster                 |
| 2014 | Champéry               | Svezia Niklas Edin Oskar Eriksson Kristian Lindstroem Christoffer Sundgren Henrik Leek           | Norvegia Thomas Ulsrud Torger Nergård Christoffer Svae Håvard Vad Petersson Sander Roelvaag | Svizzera Sven Michel Florian Meister Simon Gempeler Stefan Meienberg Marc Pfister                |
| 2015 | Esbjerg                | Svezia Niklas Edin Oskar Eriksson Kristian Lindstroem Christoffer Sundgren Henrik Leek           | Svizzera Benoît Schwarz Claudio Pätz Peter de Cruz Valentin Tanner Michael Probst           | Norvegia Thomas Ulsrud Torger Nergård Christoffer Svae Håvard Vad Petersson Sander Roelvaag      |
| 2016 | Braehead               | Svezia Niklas Edin Oskar Eriksson Rasmus Wranå Christoffer Sundgren Henrik Leek                  | Norvegia Thomas Ulsrud Torger Nergård Christoffer Svae Håvard Vad Petersson Sander Roelvaag | Svizzera Benoît Schwarz Claudio Pätz Peter de Cruz Valentin Tanner Michael Probst                |
| 2017 | San Gallo              | Svezia Niklas Edin Oskar Eriksson Rasmus Wranå Christoffer Sundgren Henrik Leek                  | Scozia Kyle Smith Thomas Muirhead Kyle Waddell Cameron Smith Glen Muirhead                  | Svizzera Benoît Schwarz Claudio Pätz Peter de Cruz Valentin Tanner Dominik Märki                 |
| 2018 | Tallinn                | Scozia Bruce Mouat Grant Hardie Bobby Lammie Hammy McMillan Jr. Ross Whyte                       | Svezia Niklas Edin Oskar Eriksson Rasmus Wranå Christoffer Sundgren Daniel Magnusson        | Italia Joël Retornaz Amos Mosaner Sebastiano Arman Simone Gonin Fabio Ribotta                    |
| 2019 | Helsingborg            | Svezia Niklas Edin Oskar Eriksson Rasmus Wranå Christoffer Sundgren Daniel Magnusson             | Svizzera Yannick Schwaller Michael Brunner Romano Meier Marcel Käufeler Lucien Lottenbach   | Scozia Ross Paterson Kyle Waddell Duncan Menzies Michael Goodfellow Craig Waddell                |
| 2020 | Lillehammer            | Annullato a causa della Pandemia di COVID-19                                                     | Annullato a causa della Pandemia di COVID-19                                                | Annullato a causa della Pandemia di COVID-19                                                     |
| 2021 | Lillehammer            | Scozia Bruce Mouat Grant Hardie Bobby Lammie Hammy McMillan Jr. Ross Whyte                       | Svezia Niklas Edin Oskar Eriksson Rasmus Wranå Christoffer Sundgren Daniel Magnusson        | Italia Joël Retornaz Amos Mosaner Sebastiano Arman Simone Gonin Mattia Giovanella                |
| 2022 | Östersund              | Scozia Bruce Mouat Grant Hardie Bobby Lammie Hammy McMillan Jr. Kyle Waddell                     | Svizzera Benoît Schwarz Yannick Schwaller Sven Michel Pablo Lachat                          | Italia Joël Retornaz Amos Mosaner Sebastiano Arman Mattia Giovanella Alberto Pimpini             |
| 2023 | Aberdeen               | Scozia Bruce Mouat Grant Hardie Bobby Lammie Hammy McMillan Jr. Kyle Waddell                     | Svezia Niklas Edin Oskar Eriksson Rasmus Wranå Christoffer Sundgren Daniel Magnusson        | Svizzera Benoît Schwarz Yannick Schwaller Sven Michel Pablo Lachat Kim Schwaller                 |
| 2024 | Lohja                  | Germania Marc Muskatewitz Benjamin Kapp Felix Messenzehl Johannes Scheuerl Mario Trevisiol       | Scozia Bruce Mouat Grant Hardie Bobby Lammie Hammy McMillan Jr. Kyle Waddell                | Norvegia Magnus Ramsfjell Martin Sesaker Bendik Ramsfjell Gaute Nepstad Willhelm Næss            |

### Donne
| Anno | Sede                   | Oro                                                                                                   | Argento                                                                                          | Bronzo                                                                                           |
| ---- | ---------------------- | --- | ------------------------------------------------------------------------------------------------ | ------------------------------------------------------------------------------------------------ |
| 1975 | Megève                 | Scozia Betty Law Jessie Whiteford Beth Lindsay Isobel Ross                                            | Svezia Elisabeth Branäs Eva Rosenhed Britt-Marie Lundin Anne-Marie Ericsson                      | Svizzera Berty Schriber Marcelle Muheim Madeleine Buffoni Liselotte Schriber                     |
| 1976 | Berlino Ovest          | Svezia Elisabeth Branäs Elisabeth Högström Eva Rosenhed Anne-Marie Ericsson                           | Francia Paulette Delachat Suzanne Parodi Erna Gay Francoise Duclos                               | Scozia Sandra South Sheena Hay Margareth Ross Elisabeth Manson                                   |
| 1976 | Berlino Ovest          | Svezia Elisabeth Branäs Elisabeth Högström Eva Rosenhed Anne-Marie Ericsson                           | Francia Paulette Delachat Suzanne Parodi Erna Gay Francoise Duclos                               | Inghilterra Connie Miller Susan Hinds Christine Black Freda Fischer                              |
| 1977 | Oslo                   | Svezia Elisabeth Branäs Eva Rosenhed Britt-Marie Ericson Anne-Marie Ericsson                          | Svizzera Nicole Zloczower Rose Marie Steffen Ebe Beyeler Nelly Moser                             | Scozia Betty Law Bea Dodds Margaret Paterson Margaret Cadzow                                     |
| 1978 | Aviemore               | Svezia Inga Arfwidsson Barbro Arfwidsson Ingrid Appelquist Gunvor Björhäll                            | Svizzera Heidi Neuenschwander Dorli Broger Brigitte Kienast Evi Rüegsegger                       | Scozia Isobel Torrance Marion Armour Isobel Waddell Margaret Wiseman                             |
| 1979 | Varese                 | Svizzera Gaby Casanova Betty Bourquin Linda Thommen Rosi Manger                                       | Svezia Birgitta Törn Katarina Hultling Susanne Gynning-Ödling Gunilla Bergman                    | Scozia Beth Lindsay Ann McKellar Jeanette Johnston May Taylor                                    |
| 1980 | Copenaghen             | Svezia Elisabeth Högström Carina Olsson Birgitta Sewik Karin Sjögren                                  | Norvegia Ellen Githmark Trine Trulsen Ingvill Githmark Kirsten Vaule                             | Germania Ovest Andrea Schöpp Elinore Schöpp Anneliese Diemer Monika Wagner                       |
| 1980 | Copenaghen             | Svezia Elisabeth Högström Carina Olsson Birgitta Sewik Karin Sjögren                                  | Norvegia Ellen Githmark Trine Trulsen Ingvill Githmark Kirsten Vaule                             | Scozia Betty Law Bea Sinclair Jane Sanderson Carol Hamilton                                      |
| 1981 | Grindelwald            | Svizzera Susan Schlapbach Irene Bürgi Ursula Schlapbach Katrin Peterhans                              | Svezia Elisabeth Högström Katarina Hultling Birgitta Sewik Karin Sjögren                         | Danimarca Helena Blach Marianne Jørgensen Astrid Birnbaum Malene Krause                          |
| 1982 | Kirkcaldy              | Svezia Elisabeth Högström Katarina Hultling Birgitta Sewik Karin Sjögren                              | Italia Maria Grazia Constantini Ann Lacedelli Nella Alverà Angela Constantini                    | Svizzera Susan Schlapbach Irene Bürgi Ursula Schlapbach Katrin Peterhans                         |
| 1983 | Västerås               | Svezia Elisabeth Högström Katarina Hultling Birgitta Sewik Karin Sjögren                              | Norvegia Trine Trulsen Dordi Nordby Hanne Pettersen Anne Gotteberg                               | Svizzera Erika Müller Barbara Meyer Barbara Meier Cristina Wirz                                  |
| 1984 | Morzine                | Germania Ovest Almut Hege Josefine Einsle Suzanne Koch Petra Tschetsch                                | Svezia Anette Norberg Anna Rindeskog Sofie Marmont Louise Marmont                                | Svizzera Irene Bürgi Isabelle Köpfli Evi Attinger Brigitte Kienast                               |
| 1985 | Grindelwald            | Svizzera Jaqueline Landolt Christine Krieg Marianne Uhlmann Silvia Benoit                             | Scozia Jeanette Johnston Catherine Dodds Marjorie Kidd Ella Gallanders                           | Norvegia Trine Trulsen Dordi Nordby Hanne Pettersen Mette Halvorsen                              |
| 1986 | Copenaghen             | Germania Ovest Andrea Schöpp Almut Hege Monika Wagner Elinore Schöpp                                  | Svizzera Liliane Raisin Claude Orizet Carole Barbey Beatrice Pochon                              | Danimarca Maj-Brit Rejnholdt-Christensen Jane Bidstrup Hanne Olsen Lone Bagge                    |
| 1987 | Oberstdorf             | Germania Ovest Andrea Schöpp Almut Hege Monika Wagner Suzanne Fink                                    | Svezia Anette Norberg Sofie Marmont Anna Rindeskog Louise Marmont                                | Norvegia Trine Trulsen Dordi Nordby Hanne Pettersen Mette Halvorsen                              |
| 1988 | Perth                  | Svezia Elisabeth Högström Anette Norberg Monika Jansson Marie Henriksson                              | Scozia Hazel McGregor Edith Loudon Fiona Bayne Katie Loudon                                      | Svizzera Cristina Lestander Barbara Meier Ingrid Thulin Katrin Peterhans                         |
| 1989 | Engelberg              | Germania Ovest Andrea Schöpp Monika Wagner Christina Haller Heike Schwaller                           | Svizzera Marianne Flotron Daniela Sartori Esther Christen Caroline Rück                          | Svezia Anette Norberg Anna Rindeskog Sofie Marmont Louise Marmont                                |
| 1990 | Lillehammer            | Norvegia Dordi Nordby Hanne Pettersen Mette Halvorsen Anne Jøtun                                      | Scozia Hazel Erskine Edith Loudon Katie Loudon Fiona Bayne                                       | Svizzera Cristina Lestander Christine Krieg Nicole Oetliker Christina Gartenmann                 |
| 1991 | Chamonix               | Germania Andrea Schöpp Stephanie Mayer Monika Wagner Sabine Huth                                      | Norvegia Trine Trulsen Ellen Githmark Ingvill Githmark Billie Sørum                              | Svezia Anette Norberg Anna Rindeskog Cathrine Norberg Helene Granqvist Ann-Catrin Kjerr          |
| 1992 | Perth                  | Svezia Elisabet Johansson Katarina Nyberg Louise Marmont Elisabeth Persson                            | Scozia Kirsty Hay Hazel Erskine Joanna Pegg Louise Wilkie                                        | Germania Andrea Schöpp Monika Wagner Stephanie Mayer Christiane Scheibel                         |
| 1992 | Perth                  | Svezia Elisabet Johansson Katarina Nyberg Louise Marmont Elisabeth Persson                            | Scozia Kirsty Hay Hazel Erskine Joanna Pegg Louise Wilkie                                        | Norvegia Trine Trulsen Ellen Githmark Ingvill Githmark Billie Sørum                              |
| 1993 | Leukerbad              | Svezia Elisabet Johansson Katarina Nyberg Louise Marmont Elisabeth Persson Eva Eriksson               | Svizzera Diana Meichtry Claudia Bärtschi Nicole Strausak Jutta Tanner Graziella Grichting        | Norvegia Dordi Nordby Hanne Pettersen Marianne Aspelin Cecilie Torhaug                           |
| 1994 | Sundsvall              | Danimarca Helena Blach Lavrsen Dorthe Holm Margit Pörtner Helene Jensen Lisa Richardson               | Germania Andrea Schöpp Monika Wagner Natalie Nessler Christina Haller Heike Schwaller            | Norvegia Dordi Nordby Hanne Pettersen Marianne Aspelin Cecilie Torhaug                           |
| 1995 | Grindelwald            | Germania Andrea Schöpp Monika Wagner Natalie Nessler Carina Meidele Heike Schwaller                   | Scozia Kirsty Hay Edith Loudon Karen Addison Katie Loudon Claire Milne                           | Svezia Elisabet Gustafson Katarina Nyberg Louise Marmont Elisabeth Persson Elisabeth Hansson     |
| 1996 | Copenaghen             | Svizzera Mirjam Ott Marianne Flotron Franziska von Känel Caroline Balz Annina von Planta              | Svezia Elisabet Gustafson Katarina Nyberg Louise Marmont Elisabeth Persson Margaretha Lindahl    | Germania Andrea Schöpp Monika Wagner Natalie Nessler Carina Meidele Heike Schwaller              |
| 1997 | Füssen                 | Svezia Elisabet Gustafson Katarina Nyberg Louise Marmont Elisabeth Persson Margaretha Lindahl         | Danimarca Helena Blach Lavrsen Dorthe Holm Margit Pörtner Lisa Richardson Lene Bidstrup          | Germania Andrea Schöpp Monika Wagner Natalie Nessler Carina Meidele Heike Schwaller              |
| 1998 | Flims                  | Germania Andrea Schöpp Natalie Nessler Heike Schwaller Jane Boake-Cope Andrea Stock                   | Scozia Rhona Martin Gail McMillan Mairi Herd Janice Watt Claire Milne                            | Danimarca Helena Blach Lavrsen Dorthe Holm Trine Qvist Lisa Richardson Jeanett Syngre            |
| 1999 | Chamonix               | Norvegia Dordi Nordby Hanne Woods Marianne Aspelin Cecilie Torhaug                                    | Svezia Margaretha Lindahl Ulrika Bergman Anna Bergström Maria "Mia" Zackrisson Maria Engholm     | Svizzera Luzia Ebnöther Nicole Strausak Tanya Frei Nadia Raspe Laurence Bidaud                   |
| 2000 | Oberstdorf             | Svezia Elisabet Gustafson Katarina Nyberg Louise Marmont Elisabeth Persson Christina Bertrup          | Norvegia Dordi Nordby Hanne Woods Kristin Tøsse Løvseth Cecilie Torhaug Camilla Holth            | Svizzera Nadja Heuer Carmen Küng Sybil Bachofen Vera Heuer Yvonne Schlunegger                    |
| 2001 | Vierumäki              | Svezia Anette Norberg Cathrine Norberg Eva Lund Maria Hasselborg Anna Rindeskog                       | Danimarca Lene Bidstrup Susanne Slotsager Malene Krause Avijaja Lund Nielsen Lisa Richardson     | Svizzera Luzia Ebnöther Mirjam Ott Tanya Frei Nadia Röthlisberger Laurence Bidaud                |
| 2002 | Grindelwald            | Svezia Anette Norberg Cathrine Norberg Eva Lund Helena Lingham Maria Hasselborg                       | Danimarca Dorthe Holm Malene Krause Denise Dupont Lilian Frøhling Madeleine Dupont               | Norvegia Dordi Nordby Hanne Woods Marianne Haslum Camilla Holth Marianne Rørvik                  |
| 2003 | Courmayeur             | Svezia Anette Norberg Eva Lund Cathrine Norberg Anna Bergström Maria Prytz                            | Svizzera Luzia Ebnöther Carmen Küng Tanya Frei Nadia Röthlisberger Laurence Bidaud               | Danimarca Dorthe Holm Malene Krause Denise Dupont Camilla Hansen Lisa Richardson                 |
| 2004 | Sofia                  | Svezia Anette Norberg Eva Lund Cathrine Lindahl Anna Bergström Ulrika Bergman                         | Svizzera Mirjam Ott Binia Beeli Brigitte Schori Michèle Knobel Valeria Spälty                    | Norvegia Dordi Nordby Linn Githmark Marianne Haslum Camilla Holth Marianne Rørvik                |
| 2005 | Garmisch-Partenkirchen | Svezia Anette Norberg Eva Lund Cathrine Lindahl Anna Svärd Ulrika Bergman                             | Svizzera Mirjam Ott Binia Beeli Valeria Spälty Michèle Moser Manuela Kormann                     | Danimarca Dorthe Holm Denise Dupont Lene Nielsen Malene Krause Maria Poulsen                     |
| 2006 | Basilea                | Russia Ljudmila Privivkova Ol'ga Jarkova Nkeiruka Ezech Ekaterina Galkina Margarita Fomina            | Italia Diana Gaspari Giulia Lacedelli Giorgia Apollonio Violetta Caldart Elettra De Col          | Svizzera Mirjam Ott Binia Feltscher-Beeli Valeria Spälty Janine Greiner Manuela Kormann          |
| 2007 | Füssen                 | Svezia Anette Norberg Eva Lund Cathrine Lindahl Anna Svärd Maria Prytz                                | Scozia Kelly Wood Jackie Lockhart Lorna Vevers Lindsay Wood Karen Addison                        | Danimarca Lene Nielsen Helle Simonsen Camilla Jørgensen Maria Poulsen Jeanne Ellegaard           |
| 2008 | Örnsköldsvik           | Svizzera Mirjam Ott Carmen Schäfer Valeria Spälty Janine Greiner Carmen Küng                          | Svezia Anette Norberg Eva Lund Cathrine Lindahl Anna Svärd Kajsa Bergström                       | Danimarca Madeleine Dupont Denise Dupont Angelina Jensen Camilla Jensen Ane Hansen               |
| 2009 | Aberdeen               | Germania Andrea Schöpp Melanie Robillard Monika Wagner Corinna Scholz Stella Heiss                    | Svizzera Mirjam Ott Carmen Schäfer Carmen Küng Janine Greiner Binia Feltscher-Beeli              | Danimarca Madeleine Dupont Denise Dupont Angelina Jensen Camilla Jensen Ane Hansen               |
| 2010 | Champery               | Svezia Stina Viktorsson Christina Bertrup Maria Wennerström Margaretha Sigfridsson Agnes Knochenhauer | Scozia Eve Muirhead Kelly Wood Lorna Vevers Anne Laird Anna Sloan                                | Svizzera Mirjam Ott Carmen Schäfer Carmen Küng Janine Greiner Irene Schori                       |
| 2011 | Mosca                  | Scozia Eve Muirhead Anna Sloan Vicki Adams Claire Hamilton Kay Adams                                  | Svezia Maria Prytz Christina Bertrup Maria Wennerström Margaretha Sigfridsson Sabina Kraupp      | Russia Anna Sidorova Ljudmila Privivkova Margarita Fomina Ekaterina Galkina Nkeiruka Ezech       |
| 2012 | Karlstad               | Russia Anna Sidorova Ljudmila Privivkova Margarita Fomina Ekaterina Galkina Nkeiruka Ezech            | Scozia Eve Muirhead Anna Sloan Vicki Adams Claire Hamilton Sarah Reid                            | Svezia Maria Prytz Christina Bertrup Maria Wennerström Margaretha Sigfridsson Agnes Knochenhauer |
| 2013 | Stavanger              | Svezia Maria Prytz Christina Bertrup Maria Wennerström Margaretha Sigfridsson Agnes Knochenhauer      | Scozia Eve Muirhead Anna Sloan Vicki Adams Claire Hamilton Lauren Gray                           | Svizzera Mirjam Ott Carmen Schäfer Carmen Küng Janine Greiner Alina Pätz                         |
| 2014 | Champéry               | Svizzera Binia Feltscher Irene Schori Franziska Kaufmann Christine Urech Carole Howald                | Russia Anna Sidorova Margarita Fomina Aleksandra Saitova Ekaterina Galkina Nkeiruka Ezech        | Scozia Eve Muirhead Anna Sloan Vicki Adams Sarah Reid Lauren Gray                                |
| 2015 | Esbjerg                | Russia Anna Sidorova Margarita Fomina Alexandra Raeva Nkeiruka Ezech Alina Kovaleva                   | Scozia Eve Muirhead Anna Sloan Vicki Adams Sarah Reid Rachel Hannen                              | Finlandia Oona Kauste Milja Hellsten Maija Salmiovirta Marjo Hippi Jenni Räsänen                 |
| 2016 | Braehead               | Russia Victoria Moiseeva Uliana Vasileva Galina Arsenkina Julia Guzieva Julia Portunova               | Svezia Anna Hasselborg Sara McManus Agnes Knochenhauer Sofia Mabergs Maria Prytz                 | Scozia Eve Muirhead Anna Sloan Vicki Adams Lauren Gray Kelly Schafer                             |
| 2017 | San Gallo              | Scozia Eve Muirhead Anna Sloan Vicki Adams Lauren Gray Kelly Schafer                                  | Svezia Anna Hasselborg Sara McManus Agnes Knochenhauer Sofia Mabergs Maria Prytz                 | Italia Diana Gaspari Veronica Zappone Chiara Olivieri Angela Romei Stefania Constantini          |
| 2018 | Tallinn                | Svezia Anna Hasselborg Sara McManus Agnes Knochenhauer Sofia Mabergs Johanna Heldin                   | Svizzera Alina Pätz Silvana Tirinzoni Esther Neuenschwander Melanie Barbezat Marisa Winkelhausen | Germania Daniela Jentsch Emira Abbes Analena Jentsch Klara-Hermine Fomm Lena Kapp                |
| 2019 | Helsingborg            | Svezia Anna Hasselborg Sara McManus Agnes Knochenhauer Sofia Mabergs Johanna Heldin                   | Scozia Eve Muirhead Lauren Gray Jenn Dodds Vicky Wright Sophie Sinclair                          | Svizzera Alina Pätz Silvana Tirinzoni Esther Neuenschwander Melanie Barbezat                     |
| 2020 | Lillehammer            | Annullato a causa della Pandemia di COVID-19                                                          | Annullato a causa della Pandemia di COVID-19                                                     | Annullato a causa della Pandemia di COVID-19                                                     |
| 2021 | Lillehammer            | Scozia Eve Muirhead Hailey Duff Jenn Dodds Vicky Wright Mili Smith                                    | Svezia Anna Hasselborg Sara McManus Agnes Knochenhauer Sofia Mabergs Johanna Heldin              | Germania Daniela Jentsch Emira Abbes Mia Höhne Analena Jentsch Klara-Hermine Fomm                |
| 2022 | Östersund              | Danimarca Madeleine Dupont Mathilde Halse Denise Dupont My LarsenJasmin Lander                        | Svizzera Alina Pätz Silvana Tirinzoni Carole Howald Briar Schwaller-Hürlimann Anna Gut           | Scozia Rebecca Morrison Gina Aitken Sophie Sinclair Sophie Jackson Hailey Duff                   |
| 2023 | Aberdeen               | Svizzera Alina Pätz Silvana Tirinzoni Selina Witschonke Carole Howald Stefanie Berset                 | Italia Stefania Constantini Elena Mathis Angela Romei Giulia Zardini Lacedelli Marta Lo Deserto  | Norvegia Kristin Skaslien Marianne Rørvik Mille Haslev Nordbye Martine Rønning Ingeborg Forbregd |
| 2024 | Lohja                  | Svizzera Alina Pätz Silvana Tirinzoni Selina Witschonke Carole Howald Stefanie Berset                 | Svezia Anna Hasselborg Sara McManus Agnes Knochenhauer Sofia Mabergs Johanna Heldin              | Scozia Rebecca Morrison Jennifer Dodds Sophie Sinclair Sophie Jackson Fay Henderson              |

## Medagliere
I risultati sono aggiornati al termine dell'edizione del 2024.

### Maschile
| Pos.   | Paese     | Oro | Argento | Bronzo | Totale |
| ------ | --------- | --- | ------- | ------ | ------ |
| 1      | Scozia    | 16  | 8       | 8      | 32     |
| 2      | Svezia    | 12  | 16      | 5      | 33     |
| 3      | Svizzera  | 8   | 7       | 12     | 27     |
| 4      | Germania  | 7   | 1       | 3      | 11     |
| 5      | Norvegia  | 5   | 12      | 12     | 29     |
| 6      | Finlandia | 1   | 0       | 2      | 3      |
| 7      | Danimarca | 0   | 5       | 5      | 10     |
| 8      | Italia    | 0   | 0       | 4      | 4      |
| 9      | Rep. Ceca | 0   | 0       | 1      | 1      |
| Totale | Totale    | 49  | 49      | 52     | 150    |

### Femminile
| Pos.   | Paese       | Oro | Argento | Bronzo | Totale |
| ------ | ----------- | --- | ------- | ------ | ------ |
| 1      | Svezia      | 21  | 13      | 4      | 38     |
| 2      | Svizzera    | 8   | 11      | 13     | 32     |
| 3      | Germania    | 8   | 1       | 6      | 15     |
| 4      | Scozia      | 4   | 12      | 9      | 25     |
| 5      | Russia      | 4   | 1       | 1      | 6      |
| 6      | Norvegia    | 2   | 4       | 8      | 14     |
| 7      | Danimarca   | 2   | 3       | 8      | 13     |
| 8      | Italia      | 0   | 3       | 1      | 4      |
| 9      | Francia     | 0   | 1       | 0      | 1      |
| 10     | Finlandia   | 0   | 0       | 1      | 1      |
| 10     | Inghilterra | 0   | 0       | 1      | 1      |
| Totale | Totale      | 49  | 49      | 52     | 150    |